# ツェーザリ・キュイ
ツェーザリ・アントーノヴィチ・キュイ（ロシア語: Це́зарь Анто́нович Кюи́  発音, 1835年1月18日 ヴィリニュス - 1918年3月26日）は、ロシアの作曲家、音楽評論家・軍人で、ロシア五人組の一人である。作曲者自身の用いたフランス語表記に従って、セザール・キュイ（César Cui）と呼ばれることが多い(リトアニア語では「ツェーザリウス＝ベニヤミヌス・キュイ（Cesarius-Benjaminus Cui」となる ）。10曲のオペラを残したほか、ピアノ曲『25の前奏曲』など素朴な作品もある。五人組の中では長寿に恵まれ、厖大な作品数を残した。
実践的な軍事教練の専門家として著名でありながら、余技で精力的に作曲活動を続けた。同時に、辛辣で攻撃的な音楽評論家としても活躍した。このためロシア楽壇内で人望がなかったが、没年まで作曲を続けた。ロシア国内においても全集編纂の話はなく、出版された全作品がLyle Neffの手によって回収できたのは、20世紀末に入ってからである。

## 生涯

### 生い立ちと軍役
フランス人の父とリトアニア人の母の間のハーフとしてロシア帝国・ヴィリニュス（現在はリトアニアの首都）に生まれる。実家はローマ・カトリック信徒で、キュイは5人兄弟の末子であった。フランス出身の父アントワーヌは、ナポレオン軍の兵卒として、ロシア帝国からの敗走中にヴィリニュスに居着き、地元の女性ユリア・グチェヴィチ（Julia Gucewicz）と結婚した。
このような多民族的な環境のもとでキュイは生育し、フランス語、ロシア語、ポーランド語、リトアニア語を習得する。まだギムナジウムを卒業する前の1850年に、工科学校への受験の準備のためサンクトペテルブルクに上京し、翌年16歳で入学を果たす。ニコライェフスキー工学アカデミーに進んだ後、堡塁建築術の指南役として1857年に軍役に就く。数十年にわたって数多くの門弟を育成し、その中にはニコライ2世のように、皇族ロマノフ家の一員も含まれていた。堡塁建築の専門家として、ペテルブルクの3つの陸軍士官学校で教壇に立ち、1880年に教授の、1906年には工兵大将（инженер-генерал）の肩書きを得た。キュイの堡塁建築の研究は、露土戦争（1877年 - 1878年）の最前線の任務に就いた成果であり、キュイの活動の中で最も重要なものであった。堡塁建築術に関するキュイの著作は数多く、幅広く利用され、版を重ねた教科書も含まれている。

### 余技の音楽活動
ロシア国内における軍事教育家としての尊敬に値する業績の反面、西欧ではキュイは、「余技の」作曲活動によって知られていた。少年時代にヴィリニュスでピアノを始めて、ショパンの作品を学び、14歳で最初の作曲を始めた。ペテルブルクに送られる数ヶ月前に、当時ヴィリニュス在住であったポーランド人作曲家、モニューシュコに音楽理論の手ほどきを受けている。キュイの音楽の方向は、1856年にバラキレフとの出逢いによって変化し始め、いっそう真剣に音楽に関心を寄せて行く。
1859年12月14日（露暦で12月26日）にアントン・ルビンシテイン指揮のもと、ロシア音楽協会サンクトペテルブルク支部の賛助を得て上演された管弦楽曲《スケルツォ》作品1によって、作曲家としての公的な「デビュー」を果たす。
1869年には、ハインリヒ・ハイネの悲劇に基づくキュイの歌劇《ウィリアム・ラトクリフ》の初演が行われたが、8度の上演をもってしても成功には至らなかった。刊行物におけるキュイの毒舌のせいも少しはあったろう。キュイの歌劇は、1曲を除いてすべてロシア語に作曲されている。その例外は、ジャン・リシュパンの戯曲によるフランス語歌劇《海賊 Le Flibustier 》である。これは1894年にパリのオペラ＝コミック座で初演されたが、4度上演されただけで失敗に終わった。主役のテノールの病気や、次にヴェルディの《ファルスタッフ》の上演が決まっていたこと、またワグネリズムの流行のせいも多少はあっただろう。
存命中に成功した舞台作品は、1幕の喜歌劇《マンダリーナの息子》（1878年に公開初演）と3幕の歌劇《カフカスの捕虜》（1883年、プーシキン原作）、1幕の《マドモワゼフ・フィフィ》（1903年、モーパッサン原作）の3点である。《海賊》のほかに存命中に外国で上演されたキュイの歌劇は、《カフカスの捕虜》（1886年リエージュ公演）と、児童オペラ《長ぐつをはいたねこ》（1915年ローマ公演）のみである。
ロシア楽壇におけるキュイの活動は、マリインスキー劇場のオペラ選定委員会の委員職も含まれていた。だが1883年に同委員会が、ムソルグスキーの《ホヴァーンシチナ》の受理を拒否すると、抗議の意味からリムスキー＝コルサコフとともに辞職した。1896年から1904年まで、ロシア音楽協会ペテルブルク支部の支部長に就任した。
キュイが生涯に知った数多くの音楽家のうちでも、フランツ・リストの影が大きい。リストはロシアの作曲家を非常に高く評価し、キュイの歌劇《ウィリアム・ラトクリフ》にこの上ない賛辞さえ送っている。キュイの著作『ロシアの音楽 La musique en Russie 』や《ピアノ組曲 Suite pour piano 》作品21は、老リストに献呈されている。しかもキュイの管弦楽曲《タランテラ》作品12は、リストの最後のピアノ用トランスクリプションの原曲となった。
キュイにとっての直接的な重要人物は、とりわけ彼の音楽に献身的であった二人の女性であった。一人は、《カフカスの捕虜》のリエージュ上演が実現するように働きかけてくれたベルギーのメルシー＝アルジャントー伯爵夫人マリー＝クロティルド＝エリザベト・ルイズ・ド・リケで、もう一人はモスクワで、夫アルカーディ・ケルジンとともにロシア音楽愛好会を設立したマリヤ・ケルジナだった。この団体は1898年から、ロシアの作曲家の中でも、キュイに格別の地位を与えていたのである。

### 家庭と私生活
1857年にアレクサンドル・ダルゴムイシスキー宅で、その声楽の弟子マリヴィーナ・バンベルク（Мальвина Рафаиловна Бамберг）と出逢う。同年に作曲された《スケルツォ》作品1は彼女に献呈されており、その主題は2つの音名象徴（B-A-B-E-G「＝Bambergの主題」とC-C「＝C. Cuiの主題」）によって、二人の出逢いを暗示している。1858年に二人は結婚し、長女リディヤと長男アレクサンドルの2児をもうけた。リディヤはアマチュア歌手となり、アモレッティと名乗る有閑階級の男性と結婚した。アレクサンドルは十月革命まで帝国上院議員であった。

### 晩年と死
ロシア楽壇における長い音楽活動の中で、キュイは数々の賞賛を勝ち得た。1880年代後半から1890年代初頭にかけて、諸外国の音楽団体から名誉会員に選ばれ、1894年にはアンブロワーズ・トマの好意的な提案により、チャイコフスキーの急死によって空席となったフランス学士院通信員に選ばれた。レジオン・ドヌール勲章も授与されている。
1896年にはベルギー王立文芸アカデミーの会員にも選ばれた。1909年から1910年まで、キュイの作曲生活50周年を記念する行事が相次いだ。
1916年に失明するが、口述で作曲を続けることができた。1918年3月13日に脳卒中により他界し、スモレンスクのルター派墓地で、マリヴィーナ夫人（1899年没）のとなりに葬られた。1939年に遺骸が掘り起こされ、「五人組」の同人を一つの墓地にそろえるために、ペテルブルクのアレクサンドル・ネフスキー修道院に埋葬された。

## 音楽活動

### 作曲
キュイの作品はほとんどすべての楽種にまたがっているが、バラキレフやボロディン、リムスキー＝コルサコフとは対照的に、交響曲や交響詩を残さなかった。キュイ作品で最も多くの数を占めているのは歌曲であり、いくつかの二重唱や数多くの童謡が含まれている。《ボレロ》作品17のように、歌曲のいくつかはオーケストラ伴奏つきのものもある。
そのうえキュイは、ピアノ曲や、弦楽四重奏曲3点を含む室内楽も数多く手がけ、厖大な合唱曲やいくつかの管弦楽曲を残したが、作曲家としての最大の野心はオペラに託していたようである。さまざまに規模の異なる15のオペラが残されている。キュイの作品は、メルヒェン・オペラや童謡を含む子ども向け作品のほかに、以下の3つの特殊なカテゴリーがそびえ立っている。
1. メルシー＝アルジャントー伯爵夫人に触発され、献呈された曲
2. 「ケルジン・グループ」こと「ロシア音楽愛好家団体」にゆかりの曲
3. 戦争（日露戦争や第一次世界大戦）がらみの曲

作曲家キュイのこんにち置かれた立場に関しては、この数十年間で、4つある児童オペラのうち、ペロー原作の《長ぐつをはいたねこ》がドイツで幅広い人気を呼んできた。しかしながら、近年では、プーシキン原作の寸劇オペラ《黒死病の時代の饗宴》を含むキュイ作品の録音がますます入手しやすくなりつつあるという事実にもかかわらず、こんにちキュイの置かれた立場は、レパートリーに見る限りかなり低く、旧ソ連以外で知られているのは、もっぱらピアノ曲と、ヴァイオリン曲《オリエンタル》作品50-9、そしていくつかの歌曲に限られる。少なくとも大形式の楽種について言えば、とりたてて才能ある作曲家ではなかったとする定説が、この現状の根拠として引き合いに出されてきた。キュイの才能は、歌曲や器楽の小品に具現されているように、雰囲気を瞬間的に結晶することにあると言われている。管弦楽法の能力も、他のロシアの作曲家に比べて劣っていると言われてきたが、《黒死病の時代の饗宴》などの録音からすると、このような特色に関してキュイの舞台作品を追跡することは、むしろ面白いということがうかがわれる。
キュイの作風は、他の「五人組」に比べると、さほど民族主義的でない。キュイの歌劇は、プーシキンを除いて、ロシア文学を素材とすることに関心が薄い。しかしながら芸術歌曲の分野では、大多数がロシア語の詩に作曲されている。あからさまな民謡調への試みは、歌劇《大尉の娘》や童謡のほか、若干数の歌曲に見受けられる。キュイ作品の数多くの楽句は、全音音階や和声法において、19世紀ロシア音楽の作曲様式上の好奇心を映し出してはいるものの、キュイ自身の作風は、グリンカやダルゴムイシスキー以降のロシア音楽の発展よりも、シューマンや同時代のフランス音楽に比すべきものである。

### 評論
余暇に作曲して音楽評論を書いていたとしても、キュイは明らかにすこぶる多産な作曲家でありコラムニストであった。音楽評論家としては、1900年に定期的な音楽評論から「引退した」と公称しつつ、1864年から1918年まで、国内外のさまざまな出版物におよそ800点もの記事を寄稿した。批評対象は演奏会や音楽界、新譜や個々人と、多岐に亙っている。記事の大半（約300点）は歌劇を扱っている。記事の話題は、1876年のバイロイトにおける《ニーベルングの指環》の初公演から、ロシアの歌曲の発展、ロシア音楽、ピアノ音楽史に関するアントン・ルビンシテインの（1888年～1889年の）講義などがある。キュイが堡塁建築術について数多くの著書や論文を発表したのは、偶然にというわけでなく、むろん本職の一部としてであった。
ロシア軍における地位に関する規約のために、初期の音楽評論の記事は、3つの星印(***)を並べた偽名によって出版しなければならなかった。しかしながらペテルブルクの音楽サークルでは、その著者が誰なのかは公然の秘密であり、やがてペテルブルク・ヴェドモスティ紙にキュイの音楽評論が載るようになった。音楽は独創性が大事であるとして、モーツァルトなど、ベートーヴェン以前の音楽を見下す発言をとったために、「音楽界の虚無主義者」というあだ名を頂戴した。キュイのコラムは当て擦りがつきものであった。
評論家としての当初の目標は、同時代のロシアの作曲家の名を広め、特に「五人組」の（こんにちではキュイより有名になった）他の同人の作品を広めることにあった。しかしながら「五人組」の仲間でさえ、キュイの文面のそこかしこに、否定的な反応に出くわさずに済んだ訳がなく、とりわけ1874年のムソルグスキーの《ボリス・ゴドゥノフ》の初公演は、不愉快な批評がなされている。（後においてキュイはムソルグスキーの作品を擁護し、《ソロチンスクの市》の最初の実用版を作成するまでになる。）
とはいえ、「五人組」以外のロシアの作曲家は、しばしば酷評に遭いがちであった。これは少なくとも、「五人組」が実践してきたような独学的な姿勢に肩入れするあまり、多少なりとも、西欧流の音楽学校方式への不信感のなせるわざだった。チャイコフスキーの再演されたオペラ《オプリチニーク（親衛隊）》に痛罵を浴びせたのは、ほんの一例である。しばしば引用される毒舌は、ラフマニノフの《交響曲 第1番》の初演に向けられたもので、キュイは「地獄の音楽学校のために作曲された、エジプトの十の災いを描いた音楽」と罵倒した。これは、アレクサンドル・グラズノフの拙い指揮による演奏の不首尾を、おそらく意図的に作品の性格と混同したもので、ラフマニノフはこの評価に精神的な痛手を受け、交響曲の楽譜を封印してしまう（自筆譜を引き裂いた、と言うのは誤りで、1917年まで手元に残していたがロシア革命の混乱で紛失し、第二次世界大戦後に初演時のパート譜から復元された）。
西欧の作曲家のうち、キュイはベルリオーズとリストの二人を進歩的であるとして評価した。ワーグナーの楽劇についての夢をほめてはいるが、ライトモティーフやオーケストラの優位といった方法論については同意できないとした。1860年代と1870年代には進歩主義への信頼を支持していたにもかかわらず、その後にリヒャルト・シュトラウスら若手の「モダニスト」が登場すると、一転して反動的な言説に豹変した。キュイのまさしく最後の評論集（1917年以降）は、情け容赦のない嘲弄にほかならず、「未来主義万歳 "Гимн футуризму" 」とか「音楽家にならずして現代音楽の作曲家となるための簡潔な指示 "Краткая инструкция, как, не будучи музыкантом, сделаться гениальным модерн-композитором" 」といった戯れ唄さえ残している。

## 作品一覧

### 歌劇
- マンダリーナの息子
- カフカスの捕虜
- ウィリアム・ラトクリフ
- アンジェーロ
- 海賊
- サラセン
- 黒死病の時代の饗宴（英語版）‐プーシキンの小悲劇第4編「黒死病の時代の饗宴」を基とする
- マドモアゼル・フィフィ
- マテオ・ファルコーネ
- 雪の王子
- 大尉の娘‐プーシキンの「大尉の娘」を基とする
- 赤ずきん
- イワンの馬鹿
- ながぐつをはいた猫

### 管弦楽・協奏曲
- タランテラOp．12
- 協奏的組曲Op．25（ヴァイオリンと管弦楽のための4楽章の作品）

### 室内楽曲
- 弦楽四重奏曲第1番ハ短調Op．45
- ヴァイオリンとピアノのための24の小品『万華鏡』Op．50（5．『子守歌』、9．『オリエンタル』）
- 弦楽四重奏曲第2番ニ長調Op．68
- 弦楽四重奏曲第3番変ホ長調Op．91

### ピアノ曲
- 3つの小品op．8
- 12のミニアチュアop．20
- 組曲op．21
- 4つの小品op．22
- ヴァルス・カプリスop．26
- 2つの小品op．29
- 2つのポロネーズop．30
- 3つの即興曲op．35
- アルジャントーにてop．40
- 3つのワルツ・ムーヴメントop．41
- 5つの小品op．52
- 4つの小品op．60
- 主題と変奏op．61
- 25の前奏曲op．64
- 2つのマズルカop．70
- 3つのマズルカop．79
- 3つの小品op．81
- 3つのメロディックなエスキースop．92
- 3つのダンス・ムーヴメントop．94
- 5つの小品op．95
- 3つのワルツ（1836）
- 2つの小前奏曲（1889）
- アンプロンチュ・カプリス（1896）
- 3つの小品（遺作）